# ResearcherID
ResearcherID é um sistema de identificação de autores científicos. Foi introduzido em janeiro de 2008 por Thomson Reuters.
Este sistema trata de resolver o problema da identificação de autores. Na literatura científica, é comum citar o nome, apelido e iniciais dos autores de um artigo. No entanto, há casos de vários autores com o mesmo nome ou as mesmas iniciais, ou de publicações que cometem erros ao introduzir os nomes, o que dá lugar a várias grafias para um mesmo nome, ou diferentes autores com uma sozinha grafia.
Na página site de ResearcherID, pede-se aos autores que liguem o seu identificador a seus próprios artigos. Desta maneira, podem manter sua lista de publicações atualizada e em linha. Assim, é possível obter a obra completa de um autor, já que nem todas as publicações estão indexadas pela Web of Science. Isto tem particular relevância no caso de pesquisadores em campos que utilizam predominantemente artigos de conferências revisados por pares (ciências da computação) ou que se centram na publicação de livros e capítulos (humanidades e disciplinas pertencentes às ciências sociais).
O uso combinado do identificador de objeto digital (DOI) com o ResearcherID permite uma associação única entre autores e artigos científicos. Pode utilizar-se para vincular pesquisadores com ensaios registados ou para identificar a outros colaboradores que trabalhem no mesmo campo.
ResearcherID tem sido criticado por ser comercial e proprietário, ainda que também tem sido elogiado como «uma iniciativa que aborda o problema comum da identificação errónea de autores».
Thomson Reuters tem permitido o intercâmbio de dados entre seu sistema ResearcherID e ORCID.